# Wyeomyia medioalbipes
Wyeomyia medioalbipes är en tvåvingeart som beskrevs av Lutz 1904. Wyeomyia medioalbipes ingår i släktet Wyeomyia och familjen stickmyggor. Inga underarter finns listade i Catalogue of Life.